# Roy E. Disney
Roy Edward Disney, född 10 januari 1930 i Los Angeles, Kalifornien, död 16 december 2009 i Newport Beach, Kalifornien, var en amerikansk företagsledare som var vice styrelseordförande för Disney-koncernen 1984–2003, som hans far Roy O. Disney och farbror Walt Disney grundade. Han var den sista i familjen Disney som jobbade inom företaget och han var vid sin död den tredje största aktieägaren inom Disney-koncernen.
Roy E. Disney var det enda barnet till Roy O. Disney och Edna Francis (1890-1984). Han gifte sig 1955 med Patricia Dailey, med vilken han hade fyra barn. De skilde sig 2007. Disney gifte om sig 2008 med Leslie DeMeuse med vilken han förblev gift fram till sin död.
Roy E. Disney avled den 16 december 2009 i magcancer.